# Tanacetum tenuisectum
Tanacetum tenuisectum — вид рослин з роду пижмо (Tanacetum) й родини айстрових (Asteraceae).

## Опис
Рослина коротко запушена. Листки майже сидячі, довгасто-лопатеві, дво- або три-перисті; сегменти дрібні, ниткоподібні, тупі. Квіткові голови поодинокі.

## Середовище проживання
Ендемік Ірану. Населяє гірські схили.